# هنک نیکامپ
هنک نیکامپ (هلندی: Henk Nieuwkamp؛ زادهٔ ۱۵ ژوئیهٔ ۱۹۴۲) دوچرخه‌سوار اهل هلند است.